# László Fábián (pentatleta)
László Fábián (Budapeste, 18 de fevereiro de 1963) é um ex-pentatleta húngaro, campeão olímpico nos Jogos de Seul em 1988. 

## Carreira
László Fábián representou seu país nos Jogos Olímpicos de 1988 e 1992, na qual conquistou a medalha de ouro, no pentatlo moderno, em 1988 por equipes.